# Tallbergsklitten
Tallbergsklitten är ett naturreservat i Falu kommun i Dalarnas län.
Området är naturskyddat sedan 2017 och är 17 hektar stort. Reservatet består av granskog med myr- och sumpskogsmark i ytterkanterna.